# Celebrity Cruises
Celebrity Cruises es una línea de cruceros premium fundada en 1988 por Chandris Group, con sede en Grecia. En 1997, Celebrity Cruises Ltd. se fusionó con Royal Caribbean Cruise Line para convertirse en Royal Caribbean Cruises Ltd. La firma «Χ» que se muestra en la chimenea de los cruceros de Celebrity es la letra griega chi, para «Chandris». La compañía tiene su sede en Miami, Florida,  Estados Unidos.

## Historia
Celebrity Cruises se fundó en abril de 1988 como una subsidiaria del Grupo Chandris, con base en Grecia, para operar cruceros de lujo en las Bermudas. Chandris había estado involucrado en el tráfico de cruceros desde la década de 1960, y durante la década de 1980 la empresa operaba en el mercado de los Estados Unidos bajo la marca Chandris Cruises. Chandris Fantasy Cruises se enfocó en el extremo inferior del mercado de pasajeros de cruceros, con flotas que consisten en transatlánticos de segunda mano. Celebrity Cruises nació cuando, en abril de 1988, Home Lines, en ese momento una de las líneas de cruceros premium líderes en el mundo, fue vendido a Holland America Line. Los barcos de Home Lines habían celebrado dos de los cinco contratos ofrecidos por el Gobierno de Bermuda a las líneas de cruceros, dando a los buques un acuerdo de atraque prioritario y acceso ilimitado a las islas a cambio de los barcos que navegan a las Bermudas entre abril y octubre cada año. Aunque estos contratos fueron altamente valorados, Holland America Line decidió retirar los antiguos barcos Home Lines de este servicio, dejando una oportunidad para que dos nuevos barcos tengan acceso. Chandris quería adquirir los contratos, pero el Gobierno de Bermudas solo estaba dispuesto a otorgarlos a líneas de cruceros de lujo, lo que no fue Chandris Fantasy Cruises.
Para obtener los contratos del gobierno de Bermuda, Chandris creó «Celebrity Cruises» e inmediatamente comenzó a negociar con el Gobierno de Bermuda en abril de 1988. Como resultado de las negociaciones, Celebrity Cruises recibió el contrato de dos barcos por un período de cinco años a partir de 1990. Para cumplir con el contrato, Chandris Fantasy Cruises Galileo fue reconstruido en los astilleros de Lloyd Werft en Bremerhaven, Alemania en 1989, reingresando al servicio como Meridian para Celebrity Cruises en febrero de 1990. Como la segunda nave Horizon, que se había ordenado en 1988 como reemplazo de Amerikanis en la flota de Chandris Fantasy, se transfirió a la flota de Celebrity Cruises, que entró en servicio en mayo de 1990. A fines de 1990, Celebrity Cruises realizó un pedido para un barco hermano del Horizon, entregado en 1992 como Zenith.
En 2020, debido a la pandemia de COVID-19, se suspendieron los viajes en varias fechas en varias regiones. El 12 de enero de 2021, un informe indicó que los viajes se suspendieron en todo el mundo "hasta el 30 de abril, incluido el crucero transatlántico del 1 de mayo en Celebrity Apex". Entre mayo y octubre de 2021, "los cruceros transatlánticos y por Europa en el Celebrity Edge y el Celebrity Constellation también se suspenderán de mayo a octubre de 2021".
El 19 de marzo de 2021, Celebrity Cruises anunció que reanudaría sus cruceros por Norteamérica en junio, zarpando desde St. Maarten, y que para embarcar todos los adultos, incluida la tripulación, deberán mostrar un comprobante de vacunación contra la COVID-19. A los niños se les permitió mostrar evidencia de una prueba de COVID-19 negativa dentro de las 72 horas. El 26 de junio, el Celebrity Edge se convirtió en el primer crucero en salir de los Estados Unidos con pasajeros con boleto desde marzo de 2020. Zarpó desde Port Everglades en Fort Lauderdale, Florida.
El 29 de agosto de 2022, una huelga de remolcadores provocó que el Celebrity Eclipse retrasara su salida del puerto de Vancouver durante casi 12 horas.

## Flota actual
| Buque                   | Entrada en servicio con Celebrity | Capacidad        | Tonelaje         | Bandera          | Notas | Imagen           |
| Clase Millennium        | Clase Millennium                  | Clase Millennium | Clase Millennium | Clase Millennium | Clase Millennium | Clase Millennium |
| ----------------------- | --------------------------------- | ---------------- | ---------------- | ---------------- | --- | ---------------- |
| Celebrity Millennium    | 2000                              | 2.137            | 91.000 Tn        | Malta            | Anteriormente llamado Millennium, renombrado en 2008. Renovado por última vez en 2019.                                    |                  |
| Celebrity Infinity      | 2001                              | 2.170            | 91.000 Tn        | Malta            | Anteriormente llamado Infinity, renombrado en 2007.                                                                       |                  |
| Celebrity Summit        | 2001                              | 2.158            | 91.000 Tn        | Malta            | Anteriormente llamado Summit, renombrado en 2008. Renovado por última vez en 2019.                                        |                  |
| Celebrity Constellation | 2002                              | 2.170            | 91.000 Tn        | Malta            | Anteriormente llamado Constellation, renombrado en 2007. Renovado por última vez en 2021.                                 |                  |
| Clase Solstice          |                                   |                  |                  |                  | |                  |
| Celebrity Solstice      | 2008                              | 2.850            | 121.878 Tn       | Malta            | Nave líder de la clase Solstice . Última reforma en 2021.                                                                 |                  |
| Celebrity Equinox       | 2009                              | 2.850            | 121.878 Tn       | Malta            | Última reforma en 2019.                                                                                                   |                  |
| Celebrity Eclipse       | 2010                              | 2.850            | 121.878 Tn       | Malta            | |                  |
| Celebrity Silhouette    | 2011                              | 2.886            | 122.210 Tn       | Malta            | Última reforma en 2020.                                                                                                   |                  |
| Celebrity Reflection    | 2012                              | 3.046            | 125.366 Tn       | Malta            | |                  |
| Clase Edge              |                                   |                  |                  |                  | |                  |
| Celebrity Edge          | 2018                              | 2.918            | 130.818 Tn       | Malta            | |                  |
| Celebrity Apex          | 2020                              | 2.918            | 130.818 Tn       | Malta            | |                  |
| Celebrity Beyond        | 2022                              | 3.260            | 140.600 Tn       | Malta            | |                  |
| Celebrity Ascent        | 2023                              | 3.260            | 140.600 Tn       | Malta            | [ 14 ] [ 15 ] [ 16 ] [ 17 ]                                                                                               |                  |
| Buques de expedición    |                                   |                  |                  |                  | |                  |
| Celebrity Xpedition     | 2001                              | 48               | 2.842 Tn         | Ecuador          | Capacidad reducida de 100 a 48 en 2019 para cumplir con los requisitos de permisos de Ecuador. National Geographic Gemini |                  |
| Celebrity Xploration    | 2017                              | 16               | 319.5 Tn         | Ecuador          | Operado como Athala II para Ocean Adventures hasta 2016. National Geographic Delfina                                      |                  |
| Celebrity Flora         | 2019                              | 100              | 5.739 Tn         | Ecuador          | [ 24 ] |                  |

## Flota futura
| Buque          | Clase      | Entrada en servicio prevista con Celebrity | Capacidad | Tonelaje   | Bandera       | Notas         |
| -------------- | ---------- | ------------------------------------------ | --------- | ---------- | ------------- | ------------- |
| Celebrity Xcel | Clase Edge | 2025                                       |           | 140.600 Tn | por confirmar | [ 16 ] [ 17 ] |
| 2028           |            |                                            |           |            |               |               |

## Premios
Recientes World Travel Awards incluyen:
- «Best Premium Cruise Line 2016» por Travel Weekly[28]
- «Best Europe Cruise Line 2016» por Travel Weekly[28]